# Cacciata dei mercanti dal Tempio (El Greco Washington)
La Cacciata dei mercanti dal tempio, chiamato anche Espulsione dei mercanti dal Tempio o Purificazione del Tempio è un dipinto del pittore cretese El Greco realizzato circa nel 1568-1570 e conservato nella National Gallery of Art di Washington negli Stati Uniti d'America.
El Greco userà questo tema più volte nella sua carriera, quindi è uno dei modi più studiati per apprezzare l'evoluzione del suo stile artistico.

## Descrizione
È considerato da diversi autori il capolavoro del periodo veneziano di El Greco. Nonostante contenga alcuni elementi cretesi, può già essere pienamente considerato come un'opera del rinascimento italiano. Evidenzia la prospettiva, la gestione dell'anatomia, l'applicazione del colore e il dramma della scena. 
Questo è un dipinto di influenze molto varie, da Tintoretto a Michelangelo, da Raffaello al Veronese, così come altri pittori della scuola veneziana del XVI secolo. Tuttavia, vengono percepiti alcuni errori: l'assenza di un punto di vista, la difficoltà di creare gruppi complessi e la mancanza di esperienza nella modellazione delle figure.